# Curtonotum maai
Curtonotum maai är en tvåvingeart som beskrevs av Mercedes Delfinado 1969. Curtonotum maai ingår i släktet Curtonotum och familjen Curtonotidae. Inga underarter finns listade i Catalogue of Life.